# Butteldorf
Butteldorf  (früher Altenhuntorf) ist eine Bauerschaft von Moorriem in der Stadt Elsfleth, die zum Kirchspiel Altenhuntorf gehörte. Zu Butteldorf gehörte der kleine Ortsteil Bierhaus mit der Pfarrei.
Der Ort liegt südwestlich der Kernstadt Elsfleth an der Landesstraße L 865. Östlich des Ortes fließt die Hunte und verläuft die B 212. Nordwestlich des Ortes erstrecken sich die Naturschutzgebiete Rockenmoor/Fuchsberg (155 ha) und Barkenkuhlen im Ipweger Moor (53,5 ha) und westlich das 120 ha große Naturschutzgebiet Gellener Torfmöörte.

## Geschichte

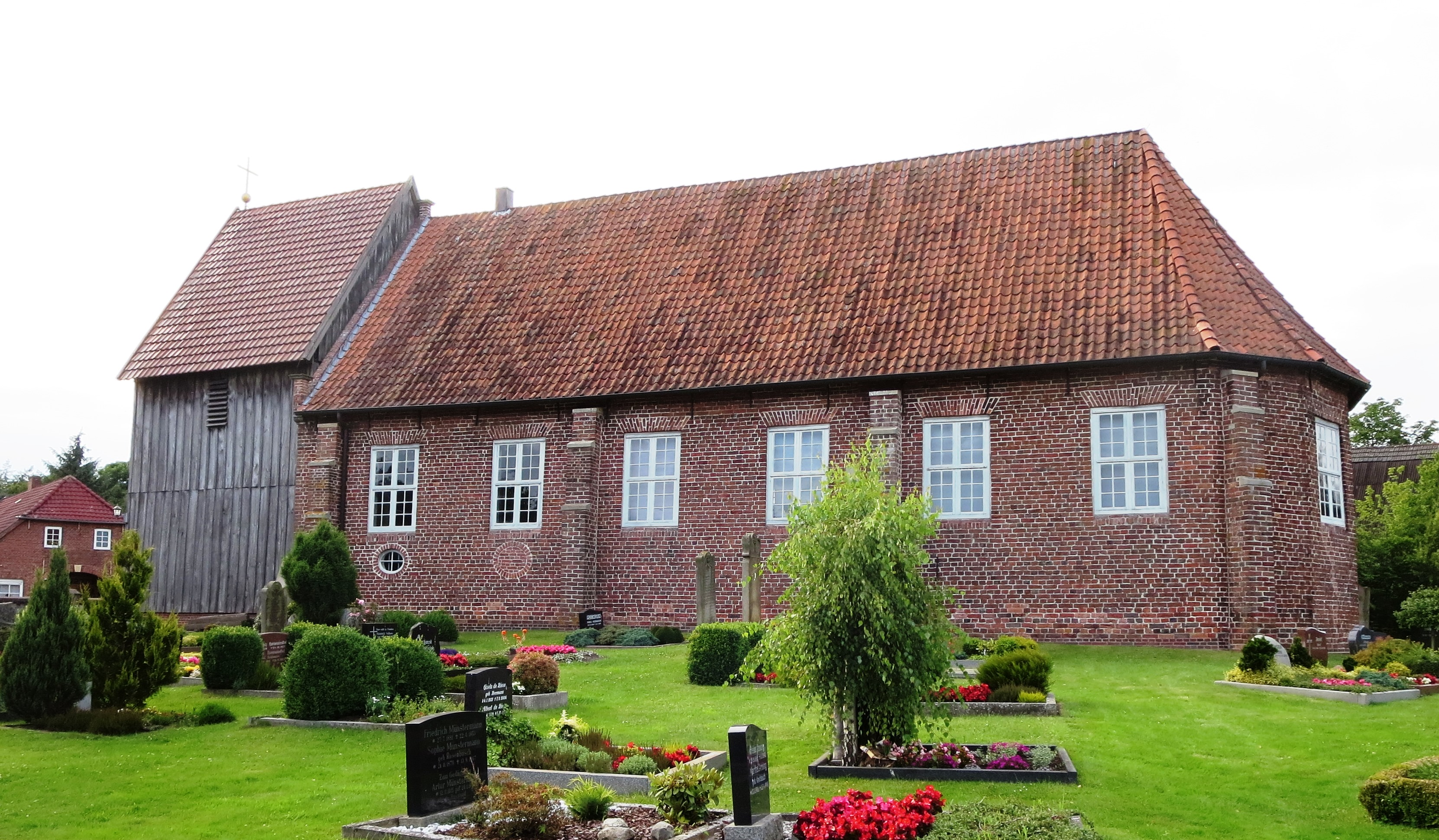
St. Jacobi

Der Name Buttel leitet sich her von altsächsischen bodal > bodl („Haus, Gebäude, Grundbesitz“) und bedeutet vermutlich sinngemäß „Einzelhof“ im Gegensatz zum „Dorf“.
1812 hatte das Dorf, das in der Napoleonischen Zeit zur Mairie Altenhuntorf gehörte, 377 Einwohner. 1847 wurden 44 Höfe gezählt, 1832 wurden nur noch 267, 1853 noch 270 Einwohner verzeichnet. 2014 hatte Butteldorf noch etwa 200 Einwohner.

Im 17. Jahrhundert waren hier Angehörige der Familie von Mandeloh ansässig.
Die barocke Kirche St. Jacobi wurde 1732 gebaut am Standort einer abgerissenen Fachwerkkirche aus dem 15. Jahrhundert.

Um 1910 wurde die ehemalige Schule Butteldorf gebaut.

## Baudenkmale
In der Liste der Baudenkmale in Butteldorf sind 25 Baudenkmale aufgeführt, darunter
- Barocke ev. Kirche St. Jacobi.[5]

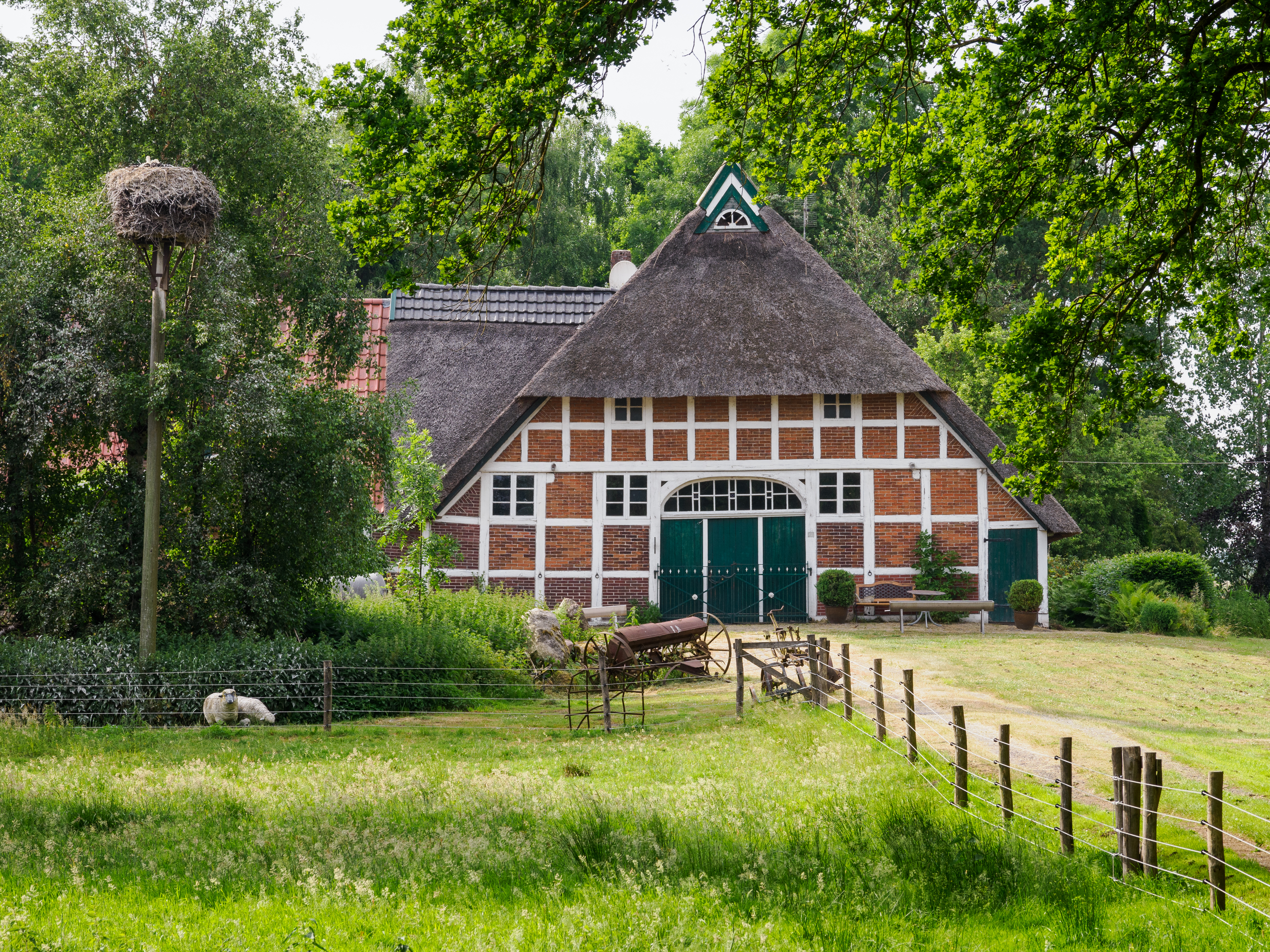
Wohn- und Wirtschaftsgebäude Höfeweg 21

- Höfe: Hofanlage Butteldorf 5 von 1743 in Fachwerk, Hofanlage Höfeweg 11 vom 19./20. Jh., Hofanlage Höfeweg 23 vom 19. Jh., Hofanlage Höfeweg 43 von 1776, Hofgruppe Nr. 47, Nr. 49 und Nr. 51
- Wohn- und Wirtschaftsgebäude Butteldorf 31 von um 1790 und 1900, Wohn- und Wirtschaftsgebäude Butteldorf 33 von um 1900 und Wohn- und Wirtschaftsgebäude Höfeweg 21 vom Ende des 18. Jh.